# Per Rasmussen
Per Henrik Stisen Rasmussen (ur. 2 lutego 1959 w Svendborgu) – duński wioślarz, trzykrotny olimpijczyk.
Startował na Letnich Igrzyskach Olimpijskich 1980 w Moskwie, na Letnich Igrzyskach Olimpijskich 1984 w Los Angeles oraz na Letnich Igrzyskach Olimpijskich 1988 w Seulu. Podczas igrzysk w 1984 roku wraz z partnerami zdobył brązowy medal w czwórce bez sternika.